# 1430
- Wikisource

| Calendário gregoriano                                                        | 1430 MCDXXX                                          |
| Ab urbe condita                                                              | 2183                                                 |
| Calendário arménio                                                           | 879 – 880                                            |
| Calendário bahá'í                                                            | -414 – -413                                          |
| Calendário budista                                                           | 1974                                                 |
| Calendário chinês                                                            | 4126 – 4127 Início a 25 de janeiro (aproximadamente) |
| Calendário copta                                                             | 1146 – 1147                                          |
| Calendário etíope                                                            | 1422 – 1423                                          |
| Calendários hindus - Vikram Samvat - Calendário nacional indiano - Cáli Iuga | 1485 – 1486 1351 – 1352 4530 – 4531                  |
| Calendário Holoceno                                                          | 11430                                                |
| Calendário islâmico                                                          | 833 – 834                                            |
| Calendário judaico                                                           | 5190 – 5191                                          |
| Calendário persa                                                             | 808 – 809                                            |
| Calendário rúnico                                                            | 1680                                                 |
| Calendário solar tailandês                                                   | 1973                                                 |

1430 (MCDXXX na numeração romana) foi um ano comum do século XV do Calendário Juliano, da Era de Cristo, a sua letra dominical foi A (52 semanas), teve início a um domingo e terminou também a um domingo.
| Ano completo                    |
| ------------------------------- |
| Ano comum com início ao domingo |

## Eventos

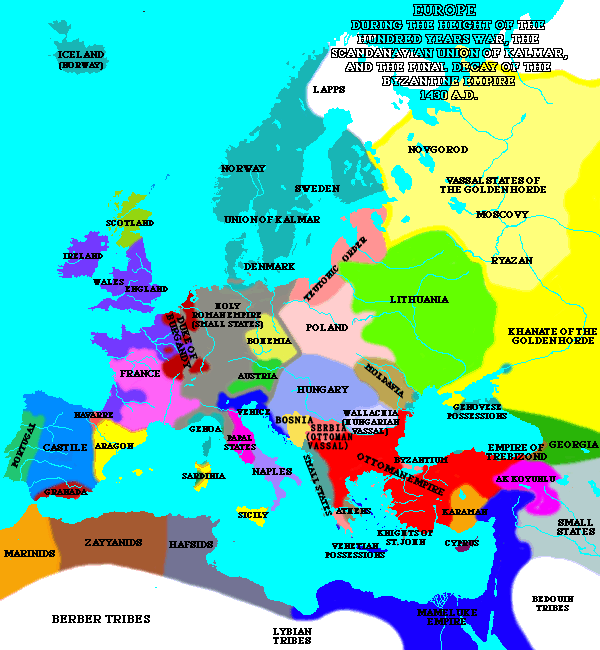
A Europa em 1430, na última fase da Guerra dos Cem Anos.

- Santa Joana D'Arc é capturada pelos ingleses.
- Criação da freguesia de Câmara de Lobos. Edificação da Capela do Santo Espírito.
- Criação da freguesia da Calheta.
- São deitados em terra na ilha de São Miguel e na ilha de Santa Maria, carneiros e outros animais, destinados ao uso dos futuros povoadores.
- Início de uma ligação regular entre Portugal e a Prússia.
- Início da redação das Crónicas de D. Pedro I de Portugal.

## Nascimentos
- Edmundo Tudor, Conde de Richmond, pai do rei Henrique VII de Inglaterra.
- Luís Vaz Cardoso, foi o 7.º Senhor da Honra de Cardoso, localidade de São Martinho de Mouros, freguesia portuguesa do concelho de Resende.

## Mortes
- 5 de Janeiro - Filipa de Inglaterra, rainha consorte de Érico XIII da Suécia.